# Leo Maria Cornelis Ancion

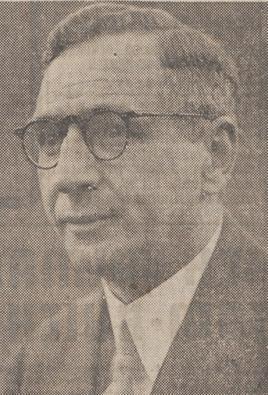
L.M.C. Ancion (ca. 1938)

Leo Maria Cornelis Ancion (Den Bosch, 15 oktober 1890 – aldaar, 1971) was een Nederlands politicus. 
Hij werd geboren als zoon van Johannes Lambertus Ancion (1850-1933; fabrikant) en Juliana Maria Cornelia Latour (1849-1915). Na de hbs volgde hij een opleiding voor adspirant-landmeter maar die heeft hij niet afgemaakt. Ancion vertrok naar het toenmalige Nederlands-Indië waar hij in 1911 in dienst trad bij de Bataafse Petroleum Maatschappij (BPM). Hij was daar in meerdere functies werkzaam en bracht het tot procuratiehouder. Daarnaast was hij onder andere raadslid bij de gemeente Palembang. In 1933 keerde hij terug naar Nederland. Ancion was volontair bij de gemeentesecretarie van Den Dungen voor hij in 1938 benoemd werd tot burgemeester van Alphen en Riel. Hij ging in 1955 met pensioen en overleed in 1971. 
Zijn broer Joannes Henricus Cornelis Ancion was burgemeester van Zeelst en Oerle. 